# 反四角柱形分子構造
化学において、反四角柱形分子構造（はんしかくちゅうけいぶんしこうぞう、英: Square antiprismatic molecular geometry）は、中心原子の周りに8つの原子または原子のグループまたは配位子が反四角柱の各頂点に配置された化合物の構造をいう。四方逆プリズム形とも。

## 例
- XeF2−
8
- IF−
8
- ReF−
8
- ZrF4−
8